# Pont Résal
Le pont Résal est un pont ferroviaire reconstruit après la Seconde Guerre mondiale permettant de franchir la Loire (bras de la Madeleine) à Nantes, en France. Il remplaça le premier ouvrage métallique détruit pendant le conflit et qui était le premier pont réalisé par l'ingénieur des Ponts et chaussées Jean Résal. Situé sur les lignes de Segré à Nantes-État et Nantes à Saint-Gilles-Croix-de-Vie, les trains qui circulent au nord de la Loire venant notamment de la gare de Nantes peuvent ainsi, depuis le quartier de Malakoff, atteindre l’île de Nantes où se situe la gare de l’État, et vice versa, en utilisant le raccordement des deux gares.